# Остання роль Рити
«Остання роль Рити» — український телевізійний художній фільм, режисера Анатолія Григор'єва 2012 року.

## Зміст
Найкращі ролі популярної в минулому акторки Маргарити Руднєвої вже позаду, хоча агент переконує її в зворотному. Творча криза упереміш із кризою середнього віку змушують Маргариту Сергіївну міцно задуматися і про минуле, і про майбутнє. Модне сьогодні віяння — усиновлення дитини публічними людьми, здалося їй доречним у її стані. У дитячому будинку їй сподобався хлопчик Ваня. Без довгих роздумів Маргарита вирішила, що з роллю матері вона впорається і сказала: «Беру!». Тільки не ця роль виявилася для неї останньою.

## Ролі
| Актор              | Роль                                               |
| ------------------ | -------------------------------------------------- |
| Ольга Сумська      | Маргарита (Рита) Сергіївна Руднєва, актриса        |
| Олександр Кобзар   | Антон Олексійович Рожков, продюсер                 |
| Наталя Доля        | Зоя Єрофєєва, мати Вані                            |
| Олексій Богданович | Миша Маркелов                                      |
| Ольга Волкова      | Тетяна Юріївна Мамаєва, працівник дитячого будинку |
| Володимир Машук    | Ваня Єрофєєв, прийомний син Ріти                   |
| Леся Самаєва       | Люба, подруга Ріти                                 |
| Дмитро Суржиков    | Володя, журналіст                                  |
| Любава Грешнова    | Лариса, коханка Антона                             |
| Галина Корнєєва    | Галя, домробітниця Ріти                            |
| Тарас Денисенко    | директор дитячого будинку                          |
| Ірина Мак          | мати Лариси                                        |
| Олексій Тритенко   | Коля, приятель Лариси                              |

### В епізодах
| Актор               | Роль                                                        |
| ------------------- | ----------------------------------------------------------- |
| Дмитро Базай        | адвокат                                                     |
| В'ячеслав Василюк   | поліцейський                                                |
| Олег Замятін        | Олександр Петрович Кришталовскій, доктор, професор хірургії |
| Марина Литвиненко   | -                                                           |
| Станіслав Москвін   | -                                                           |
| Тетяна Несвідоменко | -                                                           |
| Сергій Озіряний     | -                                                           |
| Олег Роєнко         | адвокат                                                     |
| Михайло Романов     | Микола Андрійович, майстер ткацького цеху                   |
| Ігор Славинський    | -                                                           |

## Факти
- У фільмі у виконанні Володимира Кріпака та Олексія Остапчука звучать:
  - Фрагмент арії Ленського з опери «Євгеній Онєгін» (муз. Петра Чайковського, сл. Олександра Пушкіна)

## Знімальна група
- Режисер — Анатолій Григор'єв
- Сценарист — Едуард Рєзник, Наталія Шимборецька
- Продюсер — Галина Балан-Тимкин, Владислав Ряшин
- Композитор — Володимир Кріпак, Олексій Остапчук